# 法務公庫
法務公庫（葡萄牙語：Cofre dos Assuntos de Justiça,CAJ）是隸屬澳門特別行政區政府的基金之一，隸屬行政法務司，負責對登記及公證部門和法律及司法培訓中心的籌設及運作方面提供財政支援，以及對在法務局職責範圍內進行的法律領域的特殊項目提供財政支援。

## 職責
- 就一切與管理法務公庫有關的事宜作出決議，但法律或規章規定不屬行政委員會職權範圍者除外；
- 在法律容許的範圍內，作出構成法務公庫負擔的開支及其他資源運用；
- 接受未有設定負擔的贈與、遺產及遺贈；如屬已設定負擔者，則負擔額須在行政委員會作出開支的職權範圍之內；
- 將本身預算及管理賬目提交有職權實體核准；
- 在法律容許的範圍內，許可以最理想的價格轉讓法務公庫的物品、用具及動產；
- 就不屬行政委員會本身職權範圍但有利於法務公庫進行適當財政管理的措施，向監督實體提出建議。

## 組織法例
- 第10/2003號行政法規（2003年5月19日《澳門特別行政區公報》）核准法務公庫制度。
- 第30/2015號行政法規（2015年12月30日《澳門特別行政區公報》）修改第10/2003號行政法規《法務公庫制度》。

## 運作及組成
行政委員會由法務局局長、行政長官所指定之一名財政局代表及法務局行政及財政管理廳廳長組成，並由法務局局長任主席。